# Lajos Sătmăreanu
Lajos Sătmăreanu, węg. Szatmári Lajos (ur. 21 lutego 1944 w Saloncie, zm. 30 czerwca 2025) – były rumuński piłkarz występujący na pozycji obrońcy. Uczestnik mistrzostw świata 1970 w Meksyku.
W latach 1965–1975 był zawodnikiem Steauy Bukareszt.